# Phyllocnistis synglypta
Phyllocnistis synglypta là một loài bướm đêm thuộc họ Gracillariidae, known from Maharashtra và Karnataka, Ấn Độ, cũng như Malaysia.
Ấu trùng ăn Terminalia catappa và Terminalia tomentosa. Chúng ăn lá nơi chúng làm tổ.